# Pilea pusilla
Pilea pusilla là loài thực vật có hoa trong họ Tầm ma. Loài này được K. Krause miêu tả khoa học đầu tiên năm 1906.